# ديف وودز
ديف وودز (بالإنجليزية: Dave Woods)‏ هو لاعب دوري الرغبي أسترالي، ولد في 1970.